# Kavkhan
 (avril 2018).
Si vous disposez d'ouvrages ou d'articles de référence ou si vous connaissez des sites web de qualité traitant du thème abordé ici, merci de compléter l'article en donnant les références utiles à sa vérifiabilité et en les liant à la section « Notes et références ».
Le Kavkhan, Kapkhan (bulgare : Кавхан) ou encore Kaukhan (tel qu'écrit dans les textes byzantins), est un titre bulgare, donné aux officiers de haut rang dans le Premier Empire bulgare. Beaucoup s'accordent pour le considérer comme le deuxième plus important titre, après celui du gouverneur de l'Empire.
On considère qu'une famille boyard, maintenait ce titre et se le transmettait de génération en génération.